# Messier 80
Messier 80 (M80 o NGC 6093) és un cúmul globular de classe II, situat a la constel·lació d'Escorpió. Va ser descobert per Charles Messier el 1781. William Herschel va ser el primer a resoldre-hi estrelles.
M80 és un cúmul globular amb una magnitud aparent de prop de 10 minuts d'arc. Té un diàmetre de prop de 95 anys llum. Es tracta d'un dels cúmuls més densament poblats de la Via Làctia. Conté un nombre relativament alt d'estrelles endarrerides blaves. Aquestes estrelles, les més joves del cúmul, haurien perdut les capes exteriors a conseqüència d'encontres amb altres membres del cúmul o com a resultat de col·lisions estel·lars dins d'aquest dens cúmul. Imatges del telescopi espacial Hubble mostren una alta densitat d'aquestes estrelles, suggerint que al centre del cúmul s'hi produeix una alt grau de col·lisions estel·lars.
El 21 de maig de 1860 s'hi descobrí una nova que va arribar a la magnitud de +7.0, aquesta nova se la va anomenar T Scorpii i durant un breu espai de temps va tenir una magnitud superior a la de tot el cúmul.
M80 està situat entre Antares (α Scorpii) i Graffias (β Scorpii), dins una àrea de la Via Làctia molt rica en nebuloses. Aquest cúmul pot ser observat fàcilment a ull nu.